# Ҹ
Ҹ, ҹ — кирилична літера, утворена від Ч. До 1991 року вживалась в азербайджанській кирилиці, позначаючи дзвінкий заясенний африкат /d͡ʒ/. В сучасній абетці на основі латинки цій літері відповідає C.